# Keith Duffy (cantante)
Keith Peter Thomas Francis John Duffy (Donaghmede, 1º ottobre 1974) è un cantante e attore irlandese.

## Carriera
Nel 1993 è diventato uno dei membri della boy band chiamata Boyzone, composta anche dai colleghi Ronan Keating, Mikey Graham, Shane Lynch e Stephen Gately. Il gruppo si è sciolto nel 1998 per poi ricomporsi nel 2007.
Negli anni 2000 ha lavorato come attore soprattutto di soap opera, comparendo tra l'altro in Coronation Street, The Clinic e Fair City. Ha anche condotto alcuni programmi come The Box e You're a Star.